# Rippelstrom

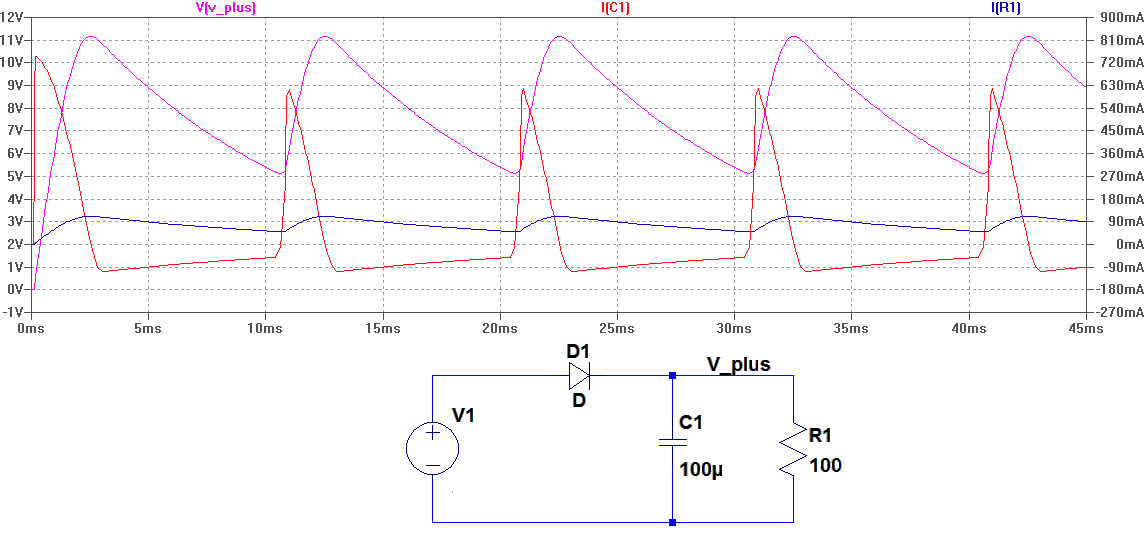
Der Lade- und Entladestrom (Rippelstrom) im Glättungskondensator C1 hat wesentlich höhere Amplituden als der Strom durch die Last R1. Wegen P=I^{2}R verursachen sie verhältnismäßig hohe Verlustleistung am Innenwiderstand (ESR) von C1.

Als Rippelstrom (engl. ripple current), von Rippel, auch Brummstrom und, in den deutschen Normen, „überlagerter Wechselstrom“, bezeichnet man in der Elektrotechnik einen Wechselstrom beliebiger Frequenz und Kurvenform, der einem Gleichstrom überlagert ist. Dabei kann es auch zum Polaritätswechsel kommen. Der reine Wechselstromanteil des Rippelstromes tritt vornehmlich in Kondensatoren in Erscheinung, die der Verringerung der Restwelligkeit dienen.
Insbesondere pulsierender Gleichstrom verursacht in parallelgeschalteten Kondensatoren Wechselströme mit hohen Effektivwerten:
1. hinter der Gleichrichtung einer netzfrequenten Wechselspannung am nachfolgenden Siebkondensator: Frequenz des Rippelstromes 100/120 Hz bei Doppelweg-Gleichrichtung bzw. 50/60 Hz bei Einweggleichrichtung. Auch als Brummstrom bekannt.
2. bei Schaltnetzteilen und Schaltreglern in deren Ein- und Ausgangskondensator bei deren Arbeitsfrequenz (etwa 20 kHz bis 1 MHz). Die relative Belastung kann sehr hoch sein, da der erforderliche Kapazitätswert aufgrund der hohen Frequenz eigentlich gering wäre.
3. in Speisespannungs-Stützkondensatoren für Audio-Endverstärker und Sender-Endstufen

## Auswirkungen
Eine der Gleichspannung überlagerte Wechselspannung bewirkt in einem Kondensator Lade- und Entladevorgänge. Diese bewirken einen Effektivstrom, der über den äquivalenten Serienwiderstand (ESR) des Kondensators eine Verlustleistung erzeugt, die in Wärme umgesetzt wird. Der Kondensator erwärmt sich. Die Lebensdauer und Zuverlässigkeit werden beeinflusst.
Bei Keramik- und bei Kunststoff-Folienkondensatoren hat die Erwärmung wenig negativen Einfluss auf die Funktionsdauer, wenn definierte Temperatur-Obergrenzen nicht überschritten werden. Bei Aluminium-Elektrolytkondensatoren mit flüssigen Elektrolyten hat jedoch die durch den Rippelstrom erzeugte interne Wärme eine Verkürzung der zu erwartenden Lebensdauer der Kondensatoren zur Folge. Rippelströme, die außerhalb der spezifizierten Grenzen von Tantal-Elektrolytkondensatoren liegen, können zu deren sofortiger Zerstörung führen.
Ein weiterer Nebeneffekt ist die Erzeugung elektromagnetischer Wechselfelder, die das EMV-Verhalten einer Schaltung negativ beeinflussen.
Rippelströme entstehen auch durch schnelle Schaltvorgänge z. B. in der Digitaltechnik oder bei der Kommutierung von Gleichstrommaschinen. Wenn sich diese Rippelströme nicht verhindern lassen, versucht man durch Blockkondensatoren direkt am Entstehungsort den Großteil des Wechselanteils abzuleiten.
Fast alle Kondensatortypen sind für bestimmte Rippelströme spezifiziert. Oft gibt man einen Wert für 100 Hz und einen für 100 kHz an, was den typischen Einsatzfällen in konventionellen und Schaltnetzteilen nahekommt.
Es gibt insbesondere bei Aluminium-Elektrolytkondensatoren sehr große typbedingte Unterschiede in der Rippelstrom-Belastbarkeit. Die Nichtbeachtung dieser Eigenschaft oder die unbedachte Bauteilsubstitution (höher belastbare Typen sind teurer als konventionelle) führt zu typischen Frühausfällen und ist häufig verantwortlich für die Unzuverlässigkeit von vielen Elektronik-Billigerzeugnissen der Unterhaltungs-, Beleuchtungs- und IT-Branche.